# Wasiukowo (rejon czerepowiecki)
Wasiukowo (ros. Васюково) – wieś w Rosji, w rejonie czerepowieckim obwodu wołogodzkiego. W 2010 r. liczyła 10 mieszkańców.